# ثنائي أكسيد الثيويوريا
ثنائي أكسيد الثيويوريا هو مركب كيميائي صيغته CH4N2O2S، ويوجد على شكل صلب بلوري أبيض.

## التحضير
يحضر المركب من أكسدة الثيويوريا باستخدام بيروكسيد الهيدروجين:
{\displaystyle \mathrm {(NH_{2})_{2}CS+2\ H_{2}O_{2}\longrightarrow (NH)(NH_{2})CSO_{2}H+2\ H_{2}O} }

## الخواص
يوجد المركب في الشروط القياسية على شكل صلب بلوري أبيض، وهو متوسط الانحلالية في الماء، كما ينحل في حمض الكبريتيك المركز. بوجود الماء أو ثنائي ميثيل السلفوكسيد يتحول ثنائي أكسيد الثيويوريا إلى صنوه على شكل حمض السلفينيك.

## التطبيقات
يستخدم ثنائي أكسيد الثيويوريا على شكل مختزل في صناعة النسيج. كما يمكن أن يستخدم لاختزال نترو الألدهيدات أو نترو الكيتونات العطرية إلى نترو الكحولات الموافقة.